# Олександра Енгельгардт
Олександра Енгельгардт (нім. Alexandra Engelhardt; нар. 29 грудня 1982, Шифферштадт, Рейнланд-Пфальц) — німецька борчиня вільного стилю, срібна та триразова бронзова призерка чемпіонатів Європи, учасниця двох Олімпійських ігор.

## Біографія

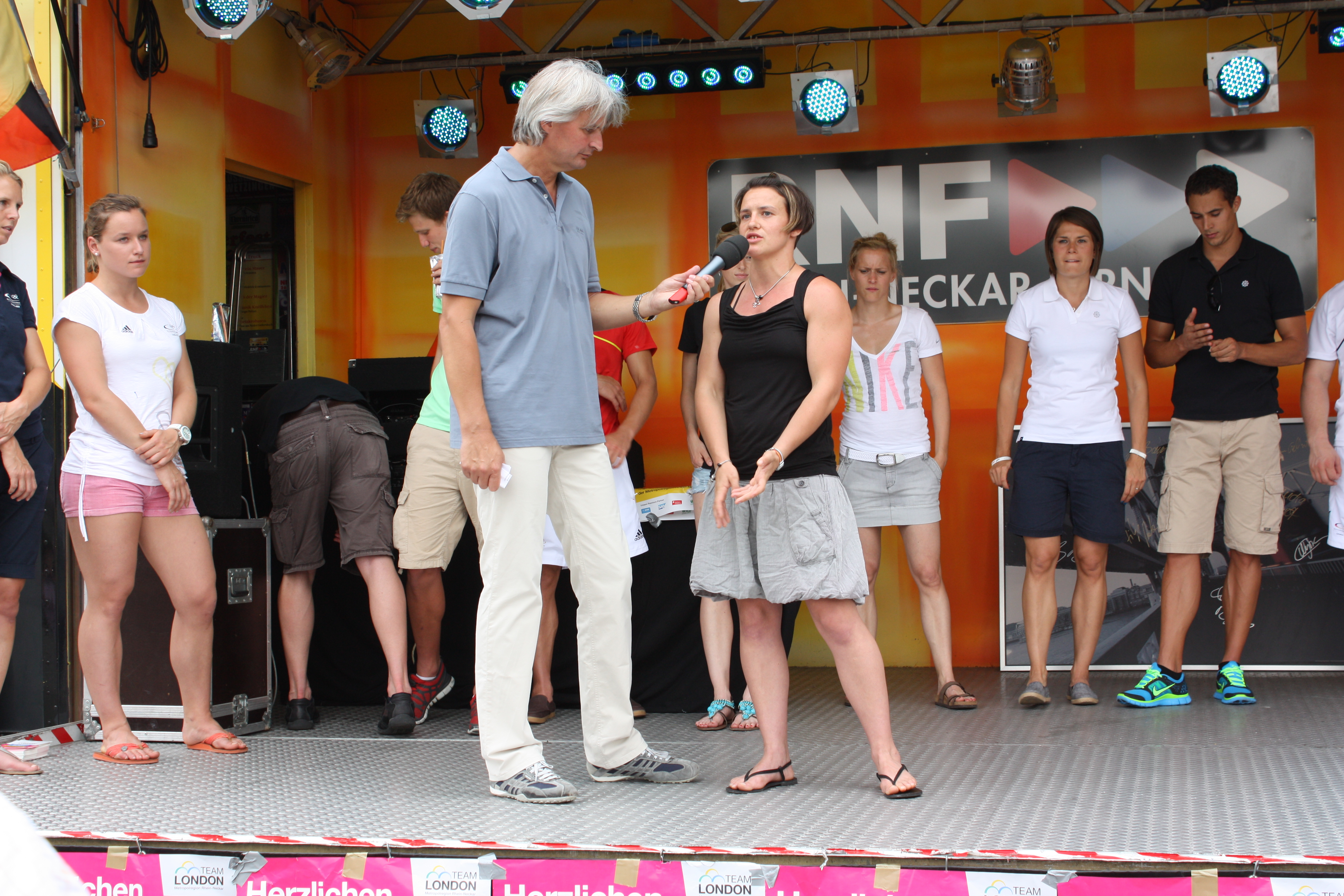
Олександра Енгельгардт (перед мікрофоном) на літніх Олімпійських іграх 2012

Боротьбою почала займатися з 1996 року. Виступала за борцівський клуб KSG Людвігсгафен-на-Рейні. Тренери — Райнер Камм, Бехкет Селімоглу, Андреас Бухгорн.

## Спортивні результати на міжнародних змаганнях

### Виступи на Олімпіадах
| Змагання                                   | Збірна    | Вагова категорія          | Місце |
| ------------------------------------------ | --------- | ------------------------- | ----- |
| Боротьба на літніх Олімпійських іграх 2008 | Німеччина | жіноча боротьба, до 48 кг | 14    |
| Боротьба на літніх Олімпійських іграх 2012 | Німеччина | жіноча боротьба, до 48 кг | 11    |

### Виступи на Чемпіонатах світу
| Змагання                        | Збірна    | Вагова категорія          | Місце |
| ------------------------------- | --------- | ------------------------- | ----- |
| Чемпіонат світу з боротьби 2003 | Німеччина | жіноча боротьба, до 51 кг | 10    |
| Чемпіонат світу з боротьби 2006 | Німеччина | жіноча боротьба, до 48 кг | 13    |
| Чемпіонат світу з боротьби 2007 | Німеччина | жіноча боротьба, до 51 кг | 5     |
| Чемпіонат світу з боротьби 2009 | Німеччина | жіноча боротьба, до 51 кг | 7     |
| Чемпіонат світу з боротьби 2011 | Німеччина | жіноча боротьба, до 51 кг | 9     |

### Виступи на Чемпіонатах Європи
| Змагання                         | Збірна    | Вагова категорія          | Місце  |
| -------------------------------- | --------- | ------------------------- | ------ |
| Чемпіонат Європи з боротьби 2001 | Німеччина | жіноча боротьба, до 51 кг | 5      |
| Чемпіонат Європи з боротьби 2003 | Німеччина | жіноча боротьба, до 51 кг | Бронза |
| Чемпіонат Європи з боротьби 2006 | Німеччина | жіноча боротьба, до 51 кг | Срібло |
| Чемпіонат Європи з боротьби 2007 | Німеччина | жіноча боротьба, до 51 кг | 5      |
| Чемпіонат Європи з боротьби 2008 | Німеччина | жіноча боротьба, до 48 кг | 15     |
| Чемпіонат Європи з боротьби 2009 | Німеччина | жіноча боротьба, до 51 кг | 11     |
| Чемпіонат Європи з боротьби 2010 | Німеччина | жіноча боротьба, до 51 кг | Бронза |
| Чемпіонат Європи з боротьби 2011 | Німеччина | жіноча боротьба, до 51 кг | 7      |
| Чемпіонат Європи з боротьби 2012 | Німеччина | жіноча боротьба, до 51 кг | Бронза |

### Виступи на Кубках світу
| Змагання                    | Збірна    | Вагова категорія          | Місце |
| --------------------------- | --------- | ------------------------- | ----- |
| Кубок світу з боротьби 2003 | Німеччина | жіноча боротьба, до 51 кг | 7     |
| Кубок світу з боротьби 2007 | Німеччина | жіноча боротьба, до 51 кг | 5     |

### Виступи на інших змаганнях
| Змагання                                                        | Збірна    | Вагова категорія          | Місце  |
| --------------------------------------------------------------- | --------- | ------------------------- | ------ |
| Austrian Ladies Open 2001                                       | Німеччина | жіноча боротьба, до 51 кг | 6      |
| Гран-прі Німеччини з боротьби 2002                              | Німеччина | жіноча боротьба, до 51 кг | Бронза |
| Klippan Lady Open 2003                                          | Німеччина | жіноча боротьба, до 51 кг | Срібло |
| Гран-прі Німеччини з боротьби 2003                              | Німеччина | жіноча боротьба, до 51 кг | Бронза |
| Austrian Ladies Open 2003                                       | Німеччина | жіноча боротьба, до 51 кг | Срібло |
| Тестовий турнір FILA 2004                                       | Німеччина | жіноча боротьба, до 51 кг | Бронза |
| Austrian Ladies Open 2004                                       | Німеччина | жіноча боротьба, до 51 кг | Срібло |
| Klippan Lady Open 2006                                          | Німеччина | жіноча боротьба, до 51 кг | 5      |
| Гран-прі Німеччини з боротьби 2006                              | Німеччина | жіноча боротьба, до 51 кг | 9      |
| Золотий Гран-прі з боротьби 2006                                | Німеччина | жіноча боротьба, до 51 кг | 5      |
| Гран-прі Німеччини з боротьби 2007                              | Німеччина | жіноча боротьба, до 48 кг | 5      |
| Міжнародний меморіал Дейва Шульца 2008                          | Німеччина | жіноча боротьба, до 51 кг | Золото |
| Klippan Lady Open 2008                                          | Німеччина | жіноча боротьба, до 48 кг | Бронза |
| Austrian Ladies Open 2008                                       | Німеччина | жіноча боротьба, до 48 кг | Срібло |
| Олімпійський кваліфікаційний турнір з боротьби 2008 (Едмонтон)  | Німеччина | жіноча боротьба, до 48 кг | Бронза |
| Олімпійський кваліфікаційний турнір з боротьби 2008 (Хапаранда) | Німеччина | жіноча боротьба, до 48 кг | Бронза |
| Міжнародний меморіал Дейва Шульца 2009                          | Німеччина | жіноча боротьба, до 51 кг | 5      |
| Міжнародний меморіал Дейва Шульца 2010                          | Німеччина | жіноча боротьба, до 51 кг | Срібло |
| Міжнародний меморіал Дейва Шульца 2011                          | Німеччина | жіноча боротьба, до 51 кг | Бронза |
| Тестовий турнір FILA 2011                                       | Німеччина | жіноча боротьба, до 48 кг | Срібло |
| Олімпійський кваліфікаційний турнір з боротьби 2012 (Софія)     | Німеччина | жіноча боротьба, до 48 кг | Срібло |
| Гран-прі Іспанії з боротьби 2012                                | Німеччина | жіноча боротьба, до 51 кг | 5      |
| Чемпіонат світу з боротьби серед військовослужбовців 2014       | Німеччина | жіноча боротьба, до 55 кг | Срібло |

### Виступи на змаганнях молодших вікових груп
| Змагання                                      | Збірна    | Вагова категорія          | Місце |
| --------------------------------------------- | --------- | ------------------------- | ----- |
| Чемпіонат світу з боротьби серед юніорів 2001 | Німеччина | жіноча боротьба, до 50 кг | 7     |